# Les Quatre Accords toltèques
 (mai 2024).
Les Quatre Accords toltèques (1999) est la traduction en français de The Four Agreements, un livre portant sur le développement personnel publié en 1997 par l'auteur mexicain Miguel Ruiz. Celui-ci y partage les supposées règles de vie basées sur la culture toltèque, dont il se dit issu.
L'ouvrage soutient qu'il existe des croyances limitatrices qui privent les personnes de joie et créent des souffrances inutiles. Il donne quatre accords, ou règles, à suivre pour éviter ces souffrances et se libérer des attentes d'autrui et des croyances limitantes. Ces règles forment un code de conduite à appliquer au quotidien pour appréhender le monde de manière plus sereine et saine.
L'édition originale traite de quatre accords. Une suite, publiée en 2009 (traduite en français en 2020), y ajoute un cinquième.
Dès sa sortie, le livre rencontre un certain succès, se vendant à plusieurs millions d'exemplaires et étant traduit par la suite dans une cinquantaine de langues.

## Introduction
Selon la vision toltèque, le mot « accord » est relatif à ce à quoi les personnes ont donné leur accord. Selon cette vision, les croyances sont des milliers d'accords donnés à une vision de soi, des autres et du monde en général. Ces croyances se construisent essentiellement pendant l'éducation et agissent parfois de manière inconsciente. Ainsi, comme pour un code de lois, elles mènent l'individu à suivre de nombreuses règles qui dictent le comportement, fixant un cadre qui crée un filtre, enferme les gens dans une vision restreinte du monde.

## Les accords
- Accord 1 : Que votre parole soit impeccable
- Accord 2 : Quoi qu'il arrive, n'en faites pas une affaire personnelle
- Accord 3 : Ne faites pas de suppositions
- Accord 4 : Faites toujours de votre mieux

### Suite
Le 5e accord toltèque : La voie de la maîtrise de soi, publié par Miguel Ruiz et son fils Don José Ruiz en décembre 2009 (traduit et édité en France en 2020), ajoute un 5e accord toltèque : Soyez sceptique, mais apprenez à écouter.

## Critique
Malgré son succès en librairie dans les pays industrialisés, ce livre de développement personnel est critiqué pour son style plat et répétitif, qui ne contient aucune référence sourcée. Il n'y a pas de référence à des travaux d'anthropologie sur la culture toltèque, mais surtout des parallèles avec des textes bibliques et autres références religieuses.
Dans la lignée des ouvrages de développement personnel, les concepts développés dans le livre correspondent à une promotion de la culture occidentale dominante, mélange d'individualisme libéral et de romantisme, tout en se faisant passer pour exotique, avec un vernis de culture amérindienne.